# 申相玉
申 相玉（シン・サンオク、サイモン・シーン、サイモン・S・シーン、1926年10月18日 - 2006年4月11日）は、大韓民国の映画監督。本貫は平山申氏。

## 経歴
日本統治下にあった咸鏡北道清津出身。京城中学校を卒業後に渡日、東京美術学校（現：東京芸術大学）に学んでいる。そのため、日本語も堪能で大の親日家だった。
1952年に 16mm 映画『悪夜』で本格的な映画監督デビューを飾る。 映画女優で韓国の大スターだった崔銀姫（최은희、チェ・ウニ）と1953年に結婚した。
崔銀姫を主演にすえた『成春香』（1961年）は72日間にわたるロングランで42万人の観客動員を記録した。
夫婦の間には実子はなく、養子が二人いたが、シンは不倫相手の女優との間に二人の子どもをもうけた。この不倫をきっかけに、1976年に崔銀姫と離婚した。
1978年香港で北朝鮮によって崔銀姫が拉致された後、彼自身も拉致された。ただし事件当時北朝鮮側は自発的な亡命と発表した。1983年には崔銀姫と再婚している。彼が北朝鮮で“申フィルム”映画撮影所総長を引き受けながら『帰らざる密使』、『プルガサリ 伝説の大怪獣』などの製作に携わったため、自発的亡命説は一般に信じられた。
しかし1986年3月13日、オーストリアのウィーン滞在中に崔銀姫とともにアメリカ大使館に亡命し、北朝鮮へはもともと自発的亡命ではなく拉致だったと語った。また、2度逃亡を図ろうとして逮捕され、強制収容所に入れられたことも明かしている。1987年には北朝鮮の体験を記した著書『闇からの谺』を上梓した。同書によれば、二人を拉致するよう指示したのは当時朝鮮労働党宣伝部長を務めていた金正日である。
1988年1月には日本のTBS「情報デスクToday」のインタビューで妻と共に北朝鮮での生活を証言した。
その後はアメリカ合衆国に居を移した。金賢姫（キム・ヒョンヒ）を主人公に大韓航空機爆破事件を描いた映画『政治犯・金賢姫/真由美』（1990年）などを監督している。1994年にはカンヌ国際映画祭審査委員を務め、2000年にアメリカから韓国に帰国し、2006年にソウル大学校病院で死去した。79歳。

## 作品

### 監督

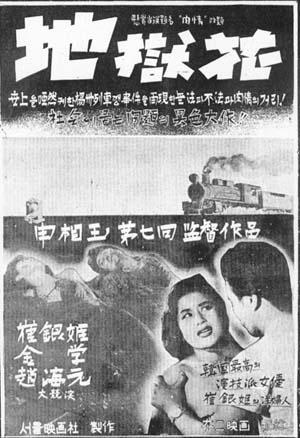
『地獄花』（1958年）

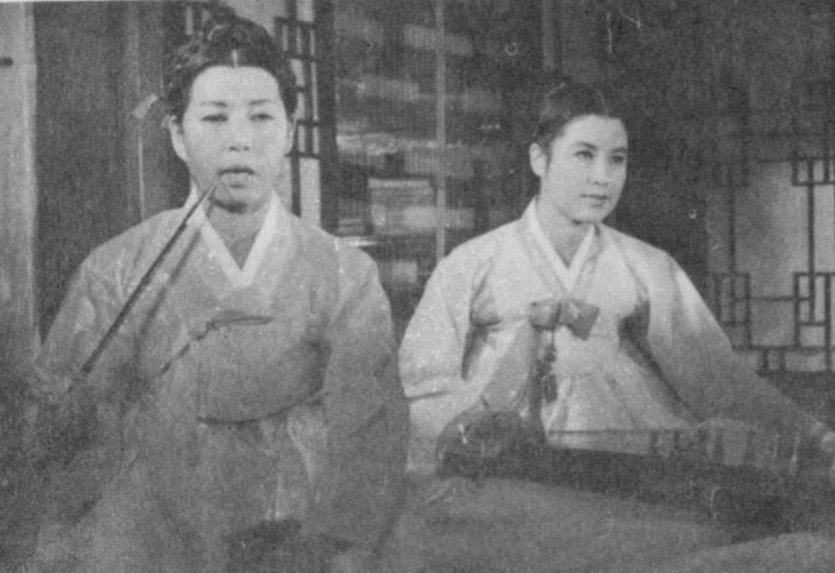
『成春香』（1961年）

- 地獄花（1958）
- ロマンス・パパ (1960)
- 離れの客とお母さん (1961)
- 常緑樹 (1961)
- 成春香 (1961)
- 暴君燕山 (1962)
- 空爆作戦命令/赤いマフラー (1964)
- プルガサリ 伝説の大怪獣 (1985)
- 政治犯・金賢姫/真由美 (1990)
- 蒸発 (1994)
- クロオビキッズ/夏休み決戦! (1995)

### その他
- 妲己（1964）香港ショウ・ブラザーズとの共同製作
- 帰らざる密使 (1984) 脚本/製作
- クロオビキッズ/日本参上! (1994) 脚本/製作総指揮
- ガルガメス (1996) 製作代表
- ガーデン (1999)　製作
- 将軍様、あなたのために映画を撮ります (2016)　出演（ドキュメンタリー映画）

## 著書
- 崔銀姫・申相玉『조국은 저 하늘 저 멀리 （祖国はあの空遠く）』（1988年1月、米国で自費出版[9]）
  - 崔銀姫・申相玉『金正日왕국（金正日王国）』（韓国語。1988年4月、東亜日報社発行。韓国当局の検閲により約150ページを削除[9]。）
  - 崔銀姫・申相玉『闇からの谺（こだま）』（日本語。池田菊敏翻訳。1988年5月。ペン・エンタープライズ発行、池田書店発売。『金正日王国』の削除部分を再現、『祖国はあの空遠く』の完訳[9]）
    - （文庫版）崔銀姫・申相玉『闇からの谺 - 北朝鮮の内幕（上）』文藝春秋〈文春文庫〉、1989年3月（原著1988年）。ISBN 4-16-716202-4。
    - （文庫版）崔銀姫・申相玉『闇からの谺 - 北朝鮮の内幕（下）』文藝春秋〈文春文庫〉、1989年3月（原著1988年）。ISBN 4-16-716203-2。